# Hypopta
Genre
Hypopta est un genre de lépidoptères (papillons) de la famille des Cossidae.

## Taxonomie
Le nom valide complet (avec auteur) de ce taxon est Hypopta Hübner, 1818.

## Liste d'espèces
- Hypopta actileuca Dyar, 1918
- Hypopta aethiops Herrich-Schäffer, 1855
- Hypopta albicosta Hering, 1923
- Hypopta albipuncta Schaus, 1921
- Hypopta ambigua Hübner, 1818
- Hypopta amundasa Druce, 1890
- Hypopta aquila Dognin, 1916
- Hypopta brunneomaculata Dyar & Schaus, 1937
- Hypopta caestoides Herrich-Schäffer, 1853
- Hypopta centrosoma Dyar, 1925
- Hypopta cinerea Schaus, 1911
- Hypopta clymene Schaus, 1921
- Hypopta corrientina Berg, 1882
- Hypopta crassiplaga Schaus, 1905
- Hypopta delicata Schaus, 1921
- Hypopta garsasia Dognin, 1916
- Hypopta giacomelli Köhler, 1924
- Hypopta guiguasia Dognin, 1916
- Hypopta inguromorpha Schaus, 1905
- Hypopta invida Dognin, 1916
- Hypopta invidiosa Dognin, 1923
- Hypopta mendosensis Berg, 1882
- Hypopta monsalvei Ureta, 1957
- Hypopta nigrisparsata Dognin, 1916
- Hypopta pallidicosta Schaus, 1901
- Hypopta palmata Barnes & McDunnough, 1910
- Hypopta racana Dognin, 1920
- Hypopta ramulosa Dognin, 1920
- Hypopta rubiginosa Herrich-Schäffer, 1853
- Hypopta selenophora Hering, 1923
- Hypopta sibirica Alphéraky, 1895
- Hypopta superba Berg, 1882
- Hypopta triarcatata Schaus, 1905
- Hypopta variegata Köhler, 1924
- Hypopta vassilia Schaus, 1921